# Moussa N'Daw
Moussa N'Daw (Thiès, Senegal, 15 de julio de 1968) es un exfutbolista y entrenador de fútbol de Senegal que jugaba en la posición de delantero centro.

## Carrera

### Club
| Periodo   | Club              |
| --------- | ----------------- |
| 1987-1988 | ASC Jeanne d'Arc  |
| 1988-1989 | Le Touquet AC     |
| 1989-1992 | Wydad Casablanca  |
| 1992-1994 | Al-Hilal Saudi FC |
| 1994-1999 | SC Farense        |
| 1999-2000 | Al-Riyadh SC      |

### Selección nacional
Jugó para Senegal en 30 ocasiones de 1987 a 1995 y anotó nueve goles; participó en dos ediciones de la Copa Africana de Naciones.

### Entrenador
| Periodo   | Club             |
| --------- | ---------------- |
| 2011      | ASC Jeanne d'Arc |
| 2011-2014 | Wydad AC U-21    |
| 2014-2016 | Wydad AC B       |
| 2016-2018 | SCC Mohammédia   |

## Logros

### Club
- Liga senegalesa de fútbol (1): 1988
- Copa senegalesa de fútbol (1): 1987
- Botola (3): 1990, 1991, 1993
- Copa del Trono (1): 1989
- Liga de Campeones de la CAF (1): 1992
- Liga de Campeones Árabe (1): 1993
- Supercopa Árabe (1): 1992
- Copa Afro-Asiática (1): 1993

### Individual
- Goleador de la Liga de Campeones Árabe 1993.
- Goleador de la Liga Profesional Saudí en 1994.
- Mejor futbolista extranjero de Marruecos en 1990, 1991 y 1993
- Mejor jugador de la Copa Africana de Clubes Campeones 1992.
- Mejor futbolista extranjero de Arabia Saudita en 1994.